# Soest (Países Bajos)
Soest es una localidad y un municipio de la provincia de Utrecht en el centro de los Países Bajos, a 6 kilómetros al oeste de Amersfoort. Cuenta con una superficie de 46,43 km² y una población el 1 de enero de 2014 de 45.493 habitantes, lo que supone una densidad de 982 h/km². Además de Soest forman el municipio Soestduinen, y Soesterberg. Se asienta sobre un terreno de dunas y páramos utilizado como campo de entrenamiento militar.

## Historia
En el área del municipio se han encontrado restos de época prehistórica. Pero las primeras menciones documentales datan de 1028, como asentamiento de agricultores cercano a Amersfoort y denominado Zoys, Soyse, Suyse o Sose. En la localidad se encuentra la iglesia de Oude Kerk originaria del siglo XV. A comienzos del siglo XVI Soest fue saqueada por las huestes de Maarten van Rossum. La construcción a mediados del siglo XVII del palacio de Soestdijk por el alcalde de Ámsterdam Cornelis de Graeff, convirtió la aldea de Soestdijk en lugar de descanso preferido por las clases altas de Ámsterdam, mientras Soest continuaba siendo una población predominantemente campesina.

## Comunicaciones
El municipio cuenta con tres estaciones de ferrocarril (Soestdijk, Soest y Soest Zuid) en la línea que une Den Dolder y Baarn.

## Galería de imágenes

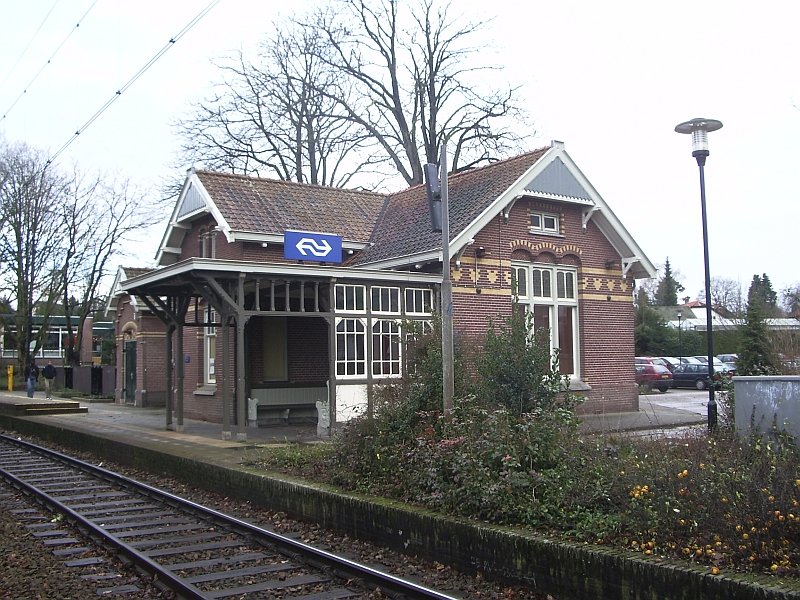
Estación de Soestdijk
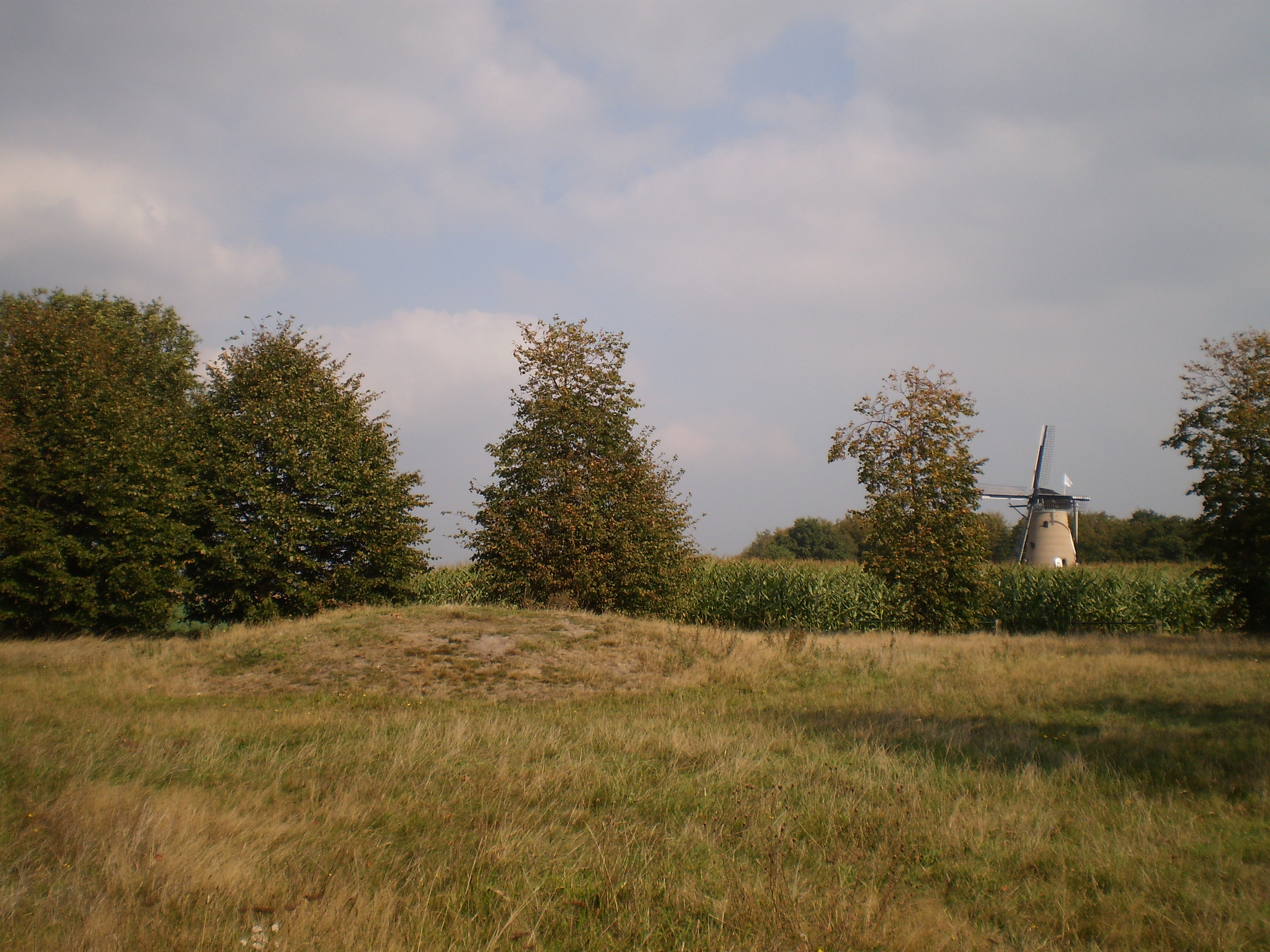
Túmulo de Engenberchje, yacimiento del neolítico
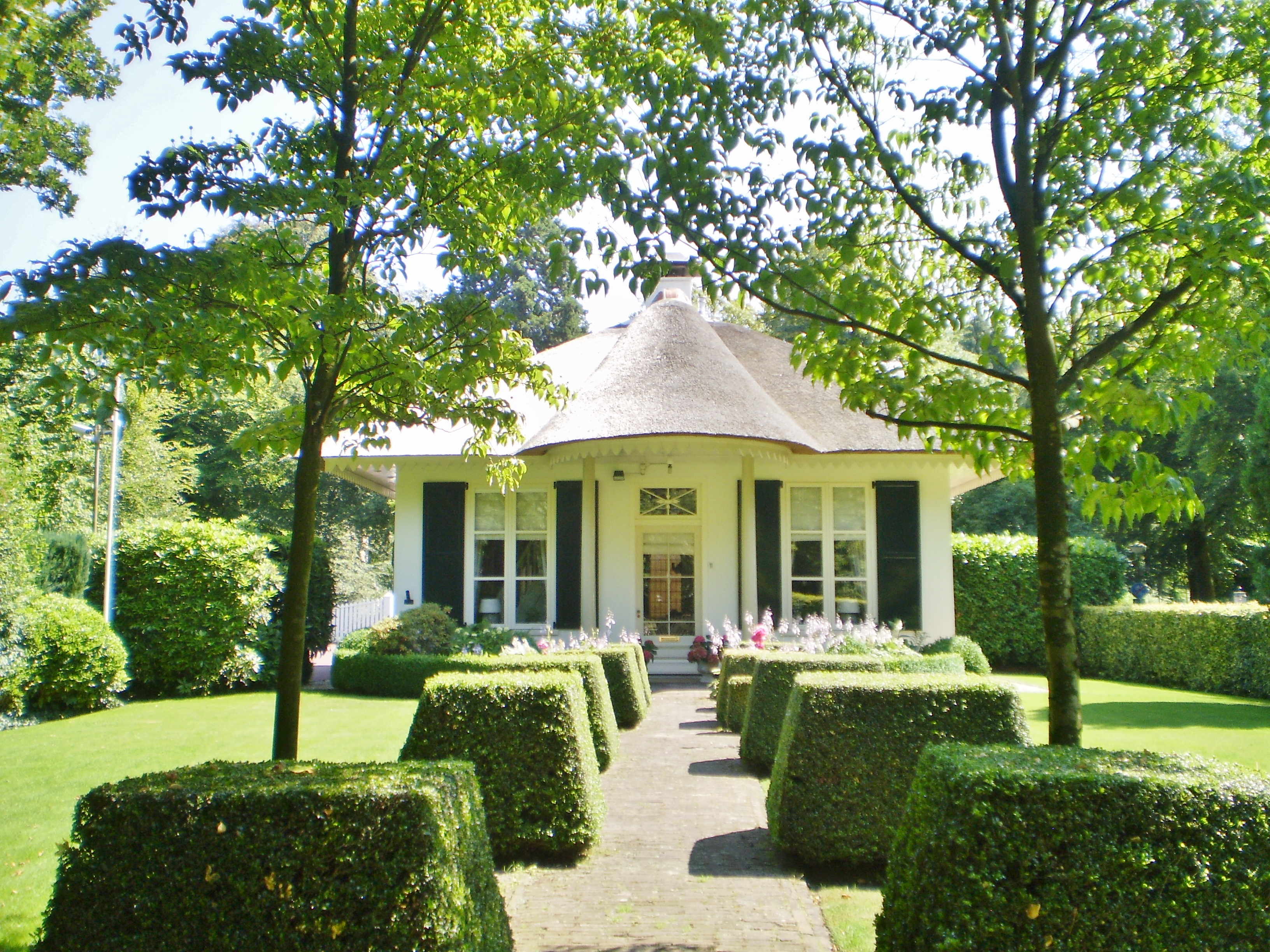
Pabellón de caza en el parque Vredehof
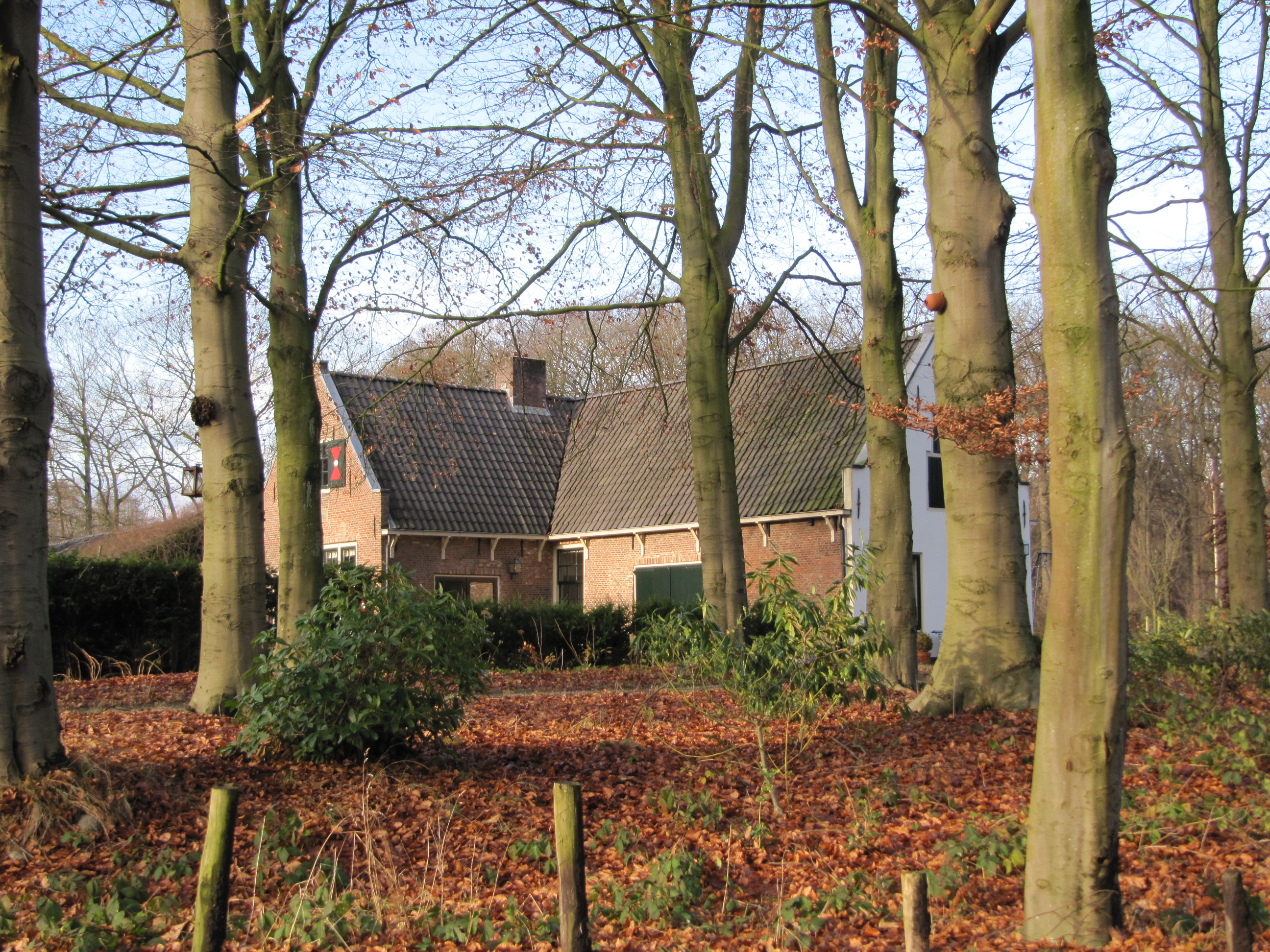
Una granja del siglo XVIII